# كانغ شين-وو
كانغ شين-وو (الكورية: 강신우) هو لاعب كرة قدم كوري جنوبي في مركز الوسط، ولد في 18 مارس 1959. شارك مع منتخب كوريا الجنوبية لكرة القدم. أما مع النوادي، فقد لعب مع نادي بوسان أي بارك ونادي سول.

## وصلات خارجية
- كانغ شين-وو على موقع دوري كوريا الجنوبية (الإنجليزية)
- كانغ شين-وو على موقع ناشيونال فوتبول تيمز (الإنجليزية)